# Шодмон (Гісар)
Футбольний клуб «Шодмон» або просто «Шодмон» — таджицький професіональний футбольний клуб з міста Гісар.

## Історія
Футбольний клуб «Шодмон» було засновано в смт Гісар. В 1992—1998, 2011 роках команда виступала у Вищій лізі чемпіонату Таджикистану. Найкращим результатом команди у Вищій лізі було 5-те місце, яке команда посіла у сезоні 1994 року, того ж року клуб пробився до фіналу національного кубку. В 1998 році команда посіла 11-те місце та вилетіла до Першої ліги. У сезоні 2011 року клуб повернувся до Вищої ліги, але посів 10-те місце та знову повернувся до Першої ліги.

## Досягнення
- Чемпіонат Таджикистану
  - 5-те місце (1): 1994

- Кубок Таджикистану
  -  Фіналіст (1): 1994

## Статистика виступів у національних турнірах
| Сезон | Ліга | Ліга  | Ліга | Ліга | Ліга | Ліга | Ліга | Ліга | Ліга | Кубок Таджикистану | Бомбардир | Бомбардир | Тренер |
| Сезон | Див. | Міс.  | Іг.  | В    | Н    | П    | ЗМ   | ПМ   | О    | Кубок Таджикистану | Ім'я      | В лізі    | Тренер |
| ----- | ---- | ----- | ---- | ---- | ---- | ---- | ---- | ---- | ---- | ------------------ | --------- | --------- | ------ |
| 1992  | 1-й  | 7-ме  | 20   | 8    | 4    | 8    | 18   | 16   | 20   | 1/?                |           |           |        |
| 1993  | 1-й  | 7-ме  | 30   | 14   | 7    | 9    | 54   | 33   | 35   | 1/2                |           |           |        |
| 1994  | 1-й  | 5-те  | 30   | 14   | 11   | 5    | 64   | 25   | 39   | Фіналіст           |           |           |        |
| 1995  | 1-й  | 9-те  | 28   | 11   | 5    | 12   | 38   | 44   | 38   | 1/16               |           |           |        |
| 1996  | 1-й  | 14-те | 30   | 6    | 3    | 21   | 25   | 75   | 21   | 1/?                |           |           |        |
| 1997  | 1-й  | 8-ме  | 24   | 9    | 6    | 9    | 41   | 36   | 33   | 1/?                |           |           |        |
| 1998  | 1-й  | 11-те | 22   | 2    | 5    | 15   | 17   | 51   | 11   | 1/?                |           |           |        |
| 2010  | 2-й  | 3-те  | 26   | ?    | ?    | ?    | ??   | ??   | ??   | 1/4                |           |           |        |
| 2011  | 1-й  | 10-те | 40   | 7    | 2    | 31   | 44   | 115  | 23   | 1/8                |           |           |        |